# Asperula assamica
Asperula assamica är en måreväxtart som beskrevs av Carl Daniel Friedrich Meisner. Asperula assamica ingår i släktet färgmåror, och familjen måreväxter. Inga underarter finns listade i Catalogue of Life.